# Roccanova
Roccanova ist eine süditalienische Gemeinde (comune) mit 1288 Einwohnern (Stand 31. Dezember 2023) in der Provinz Potenza in der Basilikata. Die Gemeinde liegt etwa 58 Kilometer südsüdöstlich von Potenza und grenzt unmittelbar an die Provinz Matera. Die nördliche Gemeindegrenze bildet der Agni.